# Passiflora flexipes
Passiflora flexipes är en passionsblomsväxtart som beskrevs av José Jéronimo Triana och Planch.. Passiflora flexipes ingår i släktet passionsblommor, och familjen passionsblomsväxter. Inga underarter finns listade i Catalogue of Life.